# Senátní obvod č. 38 – Mladá Boleslav
Senátní obvod č. 38 – Mladá Boleslav je podle zákona č. 247/1995 Sb. tvořen celým okresem Mladá Boleslav a západní částí okresu Semily, ohraničenou na východě obcemi Mírová pod Kozákovem, Karlovice, Hrubá Skála a Ktová.
Současným senátorem je od roku 2024 Ondřej Lochman, člen STAN.

## Senátoři

Jarmila Filipová
Jaroslav Mitlener
Jaromír Jermář
Raduan Nwelati
Ondřej Lochman

| Volby | Volby                   | Senátor               | Volební strana | Navrhující strana | Politická příslušnost | Odkaz  |
| ----- | ----------------------- | --------------------- | -------------- | ----------------- | --------------------- | ------ |
|       | 1996                    | Ing. Jarmila Filipová | ODS            | ODS               | ODS                   | profil |
| 2000  | MUDr. Jaroslav Mitlener | profil                | ODS            | ODS               | ODS                   |        |
|       | 2006                    | PhDr. Jaromír Jermář  | ČSSD           | ČSSD              | ČSSD                  | profil |
| 2012  |                         | PhDr. Jaromír Jermář  | ČSSD           | ČSSD              | ČSSD                  | profil |
|       | 2018                    | MUDr. Raduan Nwelati  | ODS            | ODS               | ODS                   | profil |
|       | 2024                    | Ondřej Lochman        | STAN, SLK      | STAN              | STAN                  |        |

## Volby

### Rok 1996
| Kandidát                   | Volební strana | Navrhující strana | Politická příslušnost | Počet hlasů (1. kolo) | %     | Počet hlasů (2. kolo) | %     |
| -------------------------- | -------------- | ----------------- | --------------------- | --------------------- | ----- | --------------------- | ----- |
| Ing. Jarmila Filipová      | ODS            | ODS               | ODS                   | 14 943                | 39,67 | 20 202                | 59,36 |
| Ing. Slavomír Klaban, CSc. | ČSSD           | ČSSD              | ČSSD                  | 5 941                 | 15,77 | 13 831                | 40,64 |
| Karel Skála                | KSČM           | KSČM              | KSČM                  | 4 981                 | 13,22 | —                     | —     |
| MUDr. Erich Novák          | KDU-ČSL        | KDU-ČSL           | BEZPP                 | 4 568                 | 12,13 | —                     | —     |
| Ing. Jan Kavan             | NK             | NK                | BEZPP                 | 2 445                 | 6,49  | —                     | —     |
| Jaroslav Jelínek           | NK             | NK                | BEZPP                 | 1 710                 | 4,54  | —                     | —     |
| MUDr. Jaroslav Kroh        | NK             | NK                | BEZPP                 | 1 431                 | 3,80  | —                     | —     |
| PhDr. Vladimír Slobodzian  | NK             | NK                | BEZPP                 | 713                   | 1,89  | —                     | —     |
| Ing. Jiří Čejka            | SZ             | SZ                | SZ                    | 691                   | 1,83  | —                     | —     |
| Václav Svárovský           | RSZML          | RSZML             | RSZML                 | 244                   | 0,65  | —                     | —     |

### Rok 2000
| Kandidát                   | Volební strana | Navrhující strana | Politická příslušnost | Počet hlasů (1. kolo) | %     | Počet hlasů (2. kolo) | %     |
| -------------------------- | -------------- | ----------------- | --------------------- | --------------------- | ----- | --------------------- | ----- |
| MUDr. Jaroslav Mitlener    | ODS            | ODS               | ODS                   | 9 255                 | 25,59 | 12 814                | 50,21 |
| Jiří Dienstbier            | ČSSD           | ČSSD              | BEZPP                 | 10 854                | 30,01 | 12 703                | 49,78 |
| Ing. Jarmila Filipová      | NK             | NK                | BEZPP                 | 6 444                 | 17,81 | —                     | —     |
| Karel Skála                | KSČM           | KSČM              | KSČM                  | 4 941                 | 13,66 | —                     | —     |
| Ing. Dagmar Mocová         | NK             | NK                | BEZPP                 | 2 352                 | 6,50  | —                     | —     |
| Ing. Ratibor Majzlík, CSc. | 4KOALICE       | DEU               | DEU                   | 1 982                 | 5,48  | —                     | —     |
| JUDr. Jan Hutař            | SŽJ            | SŽJ               | BEZPP                 | 335                   | 0,92  | —                     | —     |

### Rok 2006
| Kandidát                | Volební strana | Navrhující strana | Politická příslušnost | Počet hlasů (1. kolo) | %     | Počet hlasů (2. kolo) | %     |
| ----------------------- | -------------- | ----------------- | --------------------- | --------------------- | ----- | --------------------- | ----- |
| PhDr. Jaromír Jermář    | ČSSD           | ČSSD              | ČSSD                  | 14 495                | 31,13 | 15 388                | 50,54 |
| MUDr. Jaroslav Mitlener | ODS            | ODS               | ODS                   | 19 906                | 42,75 | 15 056                | 49,45 |
| Václav Jakubec          | KSČM           | KSČM              | BEZPP                 | 5 101                 | 10,95 | —                     | —     |
| Ing. Jiří Čejka         | SZ             | SZ                | SZ                    | 2 932                 | 6,29  | —                     | —     |
| Zdeněk Šverma           | SNK ED         | SNK ED            | SNK ED                | 2 704                 | 5,80  | —                     | —     |
| RNDr. Jitka Hořejšová   | „21“           | „21“              | BEZPP                 | 966                   | 2,07  | —                     | —     |
| Marcela Exnerová        | NEZ/DEM        | NEZ/DEM           | BEZPP                 | 454                   | 0,97  | —                     | —     |

### Rok 2012
| Kandidát                | Volební strana | Navrhující strana | Politická příslušnost | Počet hlasů (1. kolo) | %     | Počet hlasů (2. kolo) | %     |
| ----------------------- | -------------- | ----------------- | --------------------- | --------------------- | ----- | --------------------- | ----- |
| PhDr. Jaromír Jermář    | ČSSD           | ČSSD              | ČSSD                  | 13 100                | 32,23 | 17 916                | 60,11 |
| Ing. Adolf Beznoska     | ODS            | ODS               | ODS                   | 10 338                | 25,43 | 11 885                | 39,88 |
| Václav Jakubec          | KSČM           | KSČM              | KSČM                  | 5 624                 | 13,83 | —                     | —     |
| Ing. František Petrtýl  | ANO 2011       | ANO 2011          | BEZPP                 | 3 010                 | 7,4   | —                     | —     |
| MUDr. Jiří Somberk      | Suverenita     | Suverenita        | BEZPP                 | 2 694                 | 6,62  | —                     | —     |
| Karel Stanner           | TOP 09, STAN   | TOP 09            | BEZPP                 | 2 470                 | 6,07  | —                     | —     |
| MUDr. Jaroslav Mitlener | Svobodní       | Svobodní          | Svobodní              | 2 309                 | 5,68  | —                     | —     |
| Zdeněk Šverma           | SNK ED         | SNK ED            | SNK ED                | 676                   | 1,66  | —                     | —     |
| JUDr. Mgr. Karel Horák  | NÁR.SOC.       | NÁR.SOC.          | NÁR.SOC.              | 282                   | 0,69  | —                     | —     |
| Mgr. Jan Skácel         | ČHNJ           | ČHNJ              | ČHNJ                  | 135                   | 0,33  | —                     | —     |

### Rok 2018
| Kandidát | Kandidát                         | Volební strana | Navrhující strana | Politická příslušnost | Počet hlasů (1. kolo) | %     | Počet hlasů (2. kolo) | %     |
| -------- | -------------------------------- | -------------- | ----------------- | --------------------- | --------------------- | ----- | --------------------- | ----- |
|          | MUDr. Raduan Nwelati             | ODS            | ODS               | ODS                   | 16 317                | 33,86 | 11 504                | 61,96 |
|          | Jiří Müller                      | ANO            | ANO               | ANO                   | 8 627                 | 17,90 | 7 062                 | 38,03 |
|          | Daniela Weissová                 | Piráti         | Piráti            | Piráti                | 7 080                 | 14,69 | —                     | —     |
|          | doc. MUDr. Ladislav Horák, DrSc. | ČSSD           | ČSSD              | ČSSD                  | 6 970                 | 14,46 | —                     | —     |
|          | RSDr. Josef Jermář               | KSČM           | KSČM              | KSČM                  | 4 695                 | 9,74  | —                     | —     |
|          | Miroslav Plch                    | TOP 09         | TOP 09            | TOP 09                | 2 336                 | 4,84  | —                     | —     |
|          | Josef Nos                        | SPD            | SPD               | BEZPP                 | 2 154                 | 4,47  | —                     | —     |

### Rok 2024
Ve volbách v roce 2024 senátor Raduan Nwelati obhajoval svůj mandát za koalici SPOLU (tj. KDU-ČSL, ODS a TOP 09). Kandidátem hnutí STAN a SLK byl poslanec Ondřej Lochman, kterého rovněž podporovali Piráti, a za Zelené s podporou hnutí SEN 21 kandidovala zastupitelka Středočeského kraje Jana Krumpholcová, která rovněž žádala o podporu Piráty. Kandidátem hnutí ANO byl praktický lékař Igor Karen. Kandidátem koalice SPD a Trikolora byl poslanec Jiří Kobza. V červnu 2024 oznámil svou kandidaturu také tovární skladník Lukáš Nozar ze SOCDEM, kterého podporovala strana Levice. O post senátora rovněž usiloval právník a bývalý místopředseda KSČM Václav Ort, který kandidoval za hnutí JaSaN.
Do druhého kola voleb postoupili Ondřej Lochman a Igor Karen, v druhém kole zvítězil Ondřej Lochman.
| Kandidát | Kandidát                     | Volební strana       | Navrhující strana | Politická příslušnost | Počet hlasů (1. kolo) | %     | Počet hlasů (2. kolo) | %     |
| -------- | ---------------------------- | -------------------- | ----------------- | --------------------- | --------------------- | ----- | --------------------- | ----- |
|          | Ondřej Lochman               | STAN, SLK            | STAN              | STAN                  | 12 842                | 35,74 | 14 044                | 60,84 |
|          | MUDr. Igor Karen             | ANO                  | ANO               | ANO                   | 10 677                | 29,72 | 9 039                 | 39,15 |
|          | MUDr. Raduan Nwelati         | ODS, KDU-ČSL, TOP 09 | ODS               | ODS                   | 5 286                 | 14,71 | —                     | —     |
|          | Mgr. Jiří Kobza              | SPD, Trikolora       | SPD               | SPD                   | 3 059                 | 8,51  | —                     | —     |
|          | Ing. Jana Krumpholcová, MSc. | Zelení               | Zelení            | Zelení                | 2 782                 | 7,74  | —                     | —     |
|          | Lukáš Nozar                  | SOCDEM               | SOCDEM            | SOCDEM                | 768                   | 2,13  | —                     | —     |
|          | JUDr. Václav Ort             | JaSaN                | JaSaN             | BEZPP                 | 510                   | 1,41  | —                     | —     |

## Volební účast
|  | nejvyšší volební účast |  | nejnižší volební účast |

| Rok  | % (1. kolo) | % (2. kolo) |
| ---- | ----------- | ----------- |
| 1996 | 35,97       | 33,07       |
| 2000 | 35,17       | 23,24       |
| 2006 | 45,25       | 26,74       |
| 2012 | 39,97       | 26,57       |
| 2018 | 45,66       | 16,64       |
| 2024 | 33,27       | 20,76       |